# Frick (Zwitserland)
Frick is een gemeente en plaats in het Zwitserse kanton Aargau met ca. 5500 inwoners (2018) en maakt deel uit van het district Laufenburg.